# Southern Poverty Law Center
Southern Poverty Law Center (zkráceně SPLC, volně přeloženo „Právní centrum pro chudé amerického Jihu“) je americká nestátní nezisková organizace zabývající se bojem za občanská práva. Organizaci založili v roce 1971 Morris Dees a Joseph R. Levin, Jr. Současným ředitelem je J. Richard Cohen. Sídlí v Montgomery ve státě Alabama.
Chrání především práva minoritních skupin amerického jihu jako jsou Afroameričané a homosexuálové, naopak silně vystupuje proti rasismu a je známá žalobami na bělošské supremacistické organizace, např. Ku-klux-klan a White Aryan Resistance. SPLC také sestavuje seznamy tzv. nenávistných skupin (hate groups). To je předmětem jistých kontroverzí, v roce 2010 někteří konzervativní a republikánští politici protestovali proti zařazení pro-rodinné konzervativní organizace Family Research Council (FRC) na seznam nenávistných skupin.